# Yussuf Saleh
Yussuf Saleh (arabiska: يوسف صالح), född 22 mars 1984 i Solna, uppvuxen i Hallonbergen, är en svenskfödd etiopisk fotbollsspelare som är tränare för FoC Farsta. Han har under sin karriär även spelat för Etiopiens landslag samt för klubblagen Hässelby SK, Vasalunds IF, Ciudad de Murcia, AIK, Syrianska FC, FC Tobol, IK Sirius, AFC United och Hallonbergens IF.

## Klubbkarriär
Saleh spelade för Division 1-klubben Vasalunds IF när han sommaren 2008 blev värvad av AIK. Han gjorde sin debut i Allsvenskan den 10 augusti samma år mot IF Elfsborg. Saleh blev svensk mästare med AIK 2009, men blev följande år utlånad till Superettan-klubben Syrianska FC. Saleh hjälpte klubben att bli uppflyttade för första gången till Allsvenskan och han återvände på ytterligare ett lån säsongen efter, denna gång spelandes i den högsta divisionen i det svenska seriesystemet. Efter att hans kontrakt med AIK gått ut, valde han inför säsongen 2012 att skriva på ett ett-årskontrakt med Syrianska.
I februari 2013 skrev Saleh på ett ettårskontrakt med FC Tobol i den kazakstanska högsta ligan. Efter en säsong i Kazakstan valde Saleh att i mars 2014 återvända till Syrianska FC, vilka han skrev på ett kontrakt fram till sommaren med.
I augusti 2014 skrev Saleh ett korttidskontrakt med IK Sirius i Superettan, kontraktet gällde säsongen ut. Den 31 mars 2015 värvades Saleh av AFC United.
Säsongen 2019 spelade Saleh fem matcher för Hallonbergens IF i Division 4. Han spelade även 10 matcher och gjorde ett mål för FoC Farsta i Division 3 under säsongen.

## Landslagskarriär
Saleh föddes i Sverige av etiopiska föräldrar och blev 2012 inkallad för att representera Etiopien i 2012 års upplaga av CECAFA, som spelades i Uganda. Han blev uttagen i Etiopiens trupp till Afrikanska mästerskapet 2013.

## Tränarkarriär
Under 2016 var Saleh tränare för division 4-klubben Hallonbergens IF. Inför säsongen 2020 tog han över som tränare i division 3-klubben FoC Farsta.